# Kliuchevskoi
El Kliuchevskói (en ruso: Ключевска́я со́пка, romanizado: Klyuchevskaya Sopka) es un estratovolcán basáltico situado cerca de la costa sureste de la península de Kamchatka, en Siberia Oriental, Rusia. Es el punto más elevado del krai de Kamchatka. El Kliuchevskói, simétrico y cubierto de nieve, es el más elevado y activo de una cadena de volcanes a lo largo de Kamchatka. Se formó hace unos 6000 años, y desde entonces ha producido frecuentes erupciones explosivas y efusivas, sin largos intervalos de inactividad. Más de 100 erupciones han producido, en los últimos 3000 años, numerosos conos y cráteres. Pero la mayoría de las erupciones se han originado en el cráter de la cima, de 700 metros de ancho, formado una y otra vez por las capas de materiales piroclásticos y las coladas de lava que expulsa.
Algunos pueblos indígenas consideran que el Kliuchevskói es sagrado, ya que lo ven como el lugar en el que se creó el mundo. Otros volcanes de la región se ven con un significado espiritual similar, pero Kliuchevskói  es el más sagrado de ellos.

## Erupciones contemporáneas

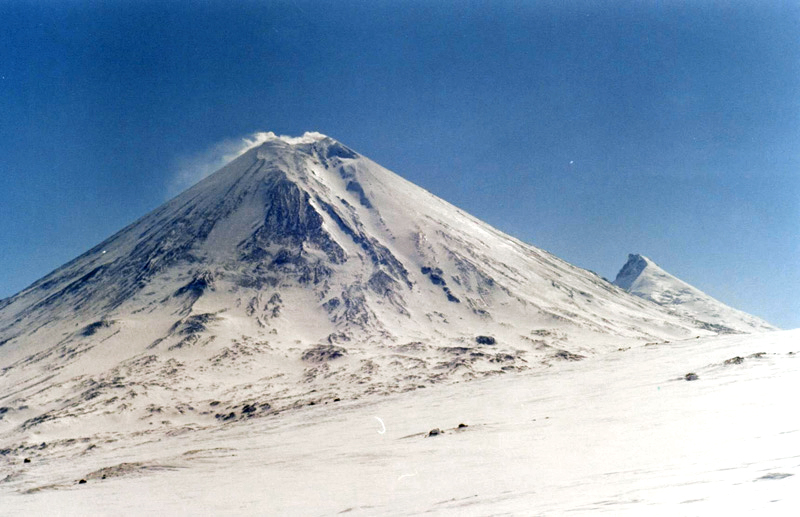
Vista del Kliuchevskói cubierto por la nieve

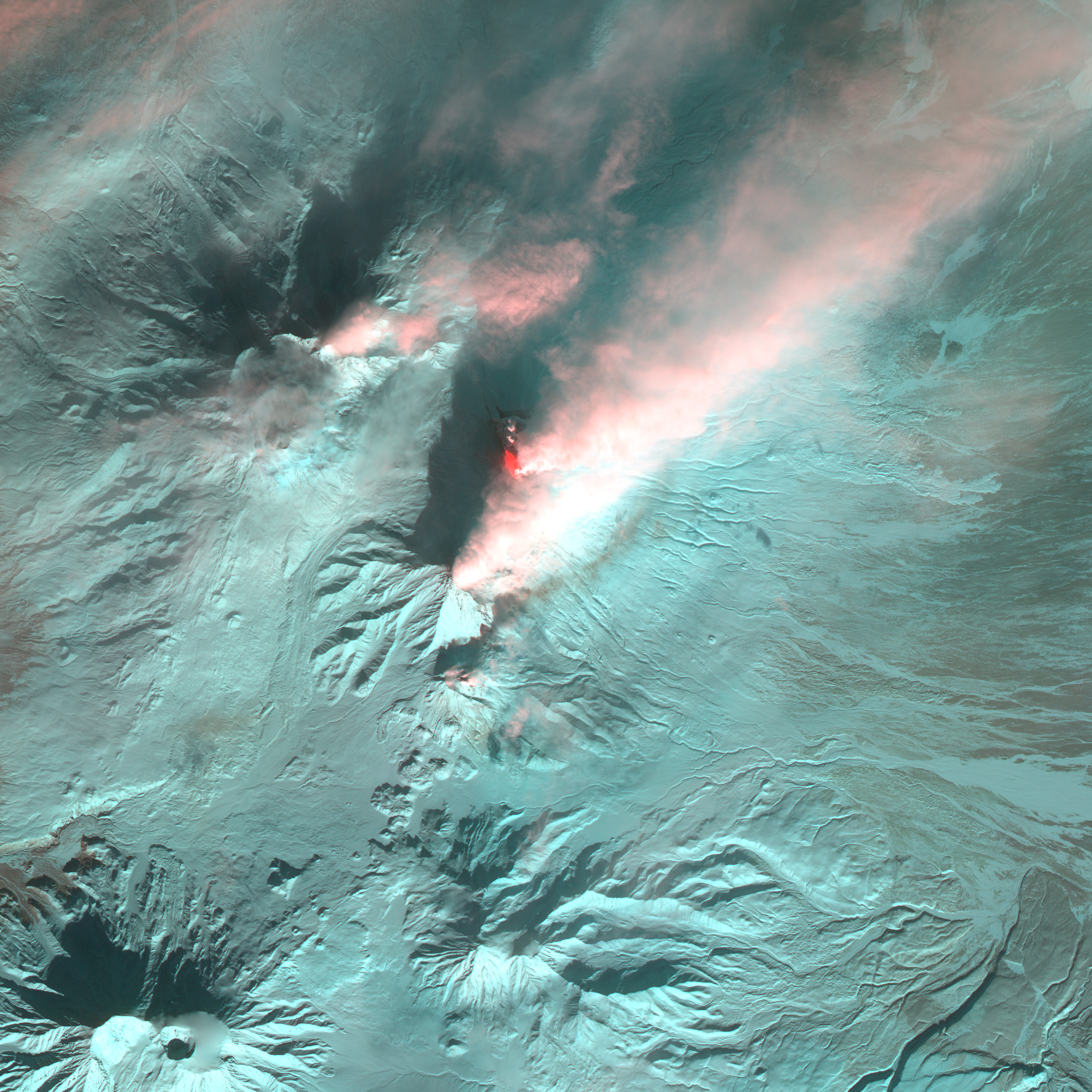
Erupción de enero de 2005

El 15 de septiembre de 1994, el volcán entró en erupción emitiendo una columna de ceniza y gases volcánicos que alcanzó los 2 kilómetros de altitud. Durante las dos siguientes semanas continuó activo, hasta que el 1 de octubre se formó una nube de ceniza que llegó hasta los 18 kilómetros por encima del volcán. Mientras expulsaba ceniza, ríos de lava bajaban por sus laderas. Afortunadamente, pocas personas viven cerca de Kliuchevskói, por lo que el riesgo fue mínimo y la mayor parte de la ceniza cayó sobre el mar. Sin embargo, la península de Kamchatka se encuentra en una zona muy utilizada por los aviones, por lo que se mantiene en constante monitorización.
El 30 de julio de 2025 volvía a entrar en erupción poco después de producirse un terremoto de 8.8 en la escala sismológica de magnitud de momento (Mw) y subsecuente tsunami que azotó el Pacífico oriental.